# BBC Micro
 (septembre 2020).
Si vous disposez d'ouvrages ou d'articles de référence ou si vous connaissez des sites web de qualité traitant du thème abordé ici, merci de compléter l'article en donnant les références utiles à sa vérifiabilité et en les liant à la section « Notes et références ».
Le BBC Microcomputer System, ou BBC Micro, est une série de micro-ordinateurs construits par Acorn Computers Ltd pour le BBC Computer Literacy Project initié par la British Broadcasting Corporation.  Créés pour une utilisation pédagogique, les ordinateurs de la gamme BBC Micro sont réputés pour leur modularité et la qualité de  leurs systèmes d'exploitation.